# Beaussais-sur-Mer
Beaussais-sur-Mer é uma comuna francesa na região administrativa da Bretanha, no departamento de Côtes-d'Armor. Estende-se por uma área de 41.65 km². Em 2010 a comuna tinha 3 672 habitantes (densidade: 88,2 hab./km²).
Foi criada em 1 de janeiro de 2017, após a fusão das antigas comunas de Ploubalay (sede), Plessix-Balisson e Trégon.